# American Inquisition
American Inquisition è un album del gruppo goth rock Christian Death, pubblicato dalle etichetta discografica francese Season of Mist Records nel 2007.
È l'undicesimo della formazione europea del gruppo capeggiata da Valor Kand, che si distingue da quella statunitense capeggiata da Rozz Williams scioltasi nel 1994.
In Italia è stato distribuito dalla G.T. Music Distribution (#GTLPP1).

## Tracce
1. Water into Wine - 5:54
2. Stop Bleeding on Me - 4:00
3. Narcissus Metamorphosis Of - 5:38
4. Victim X - 5:50
5. To Disappear - 4:23
6. Dexter Said No to Methadone - 4:18
7. Angels and Drugs - 4:57
8. Seduction Thy Destruction - 5:06
9. Workship Along the Nile - 4:17
10. See You in Hell - 5:08
11. Surviving Armageddon - 5:34
12. The Last Thing - 4:44
13. [traccia nascosta] - 9:50

## Formazione
- Valor Kand - voce, chitarra, sintetizzatore, percussioni
- Maitri - voce, basso, percussioni
- Nate Hassan - batteria
- Tiia - tastiera
- The Monson Tabernacle Childrens Choir - cori